# Aprostocetus massonianae
Aprostocetus massonianae är en stekelart som beskrevs av Yang 1996. Aprostocetus massonianae ingår i släktet Aprostocetus och familjen finglanssteklar. Inga underarter finns listade i Catalogue of Life.